# Stephanopis antennata
Stephanopis antennata là một loài nhện trong họ Thomisidae.
Loài này thuộc chi Stephanopis. Stephanopis antennata được Albert Tullgren miêu tả năm 1902.